# سیارک ۳۵۵۹
سیارک ۳۵۵۹ (به انگلیسی: 3559 Violaumayer، نامگذاری:1980PH) سه هزار و پانصد و پنجاه و نهمین سیارک کشف شده‌است که در ۸ اوت ۱۹۸۰ کشف شد.
قدر مطلق سیارک برابر ۱۳٫۸۰ است.